# Mar de Beaufort

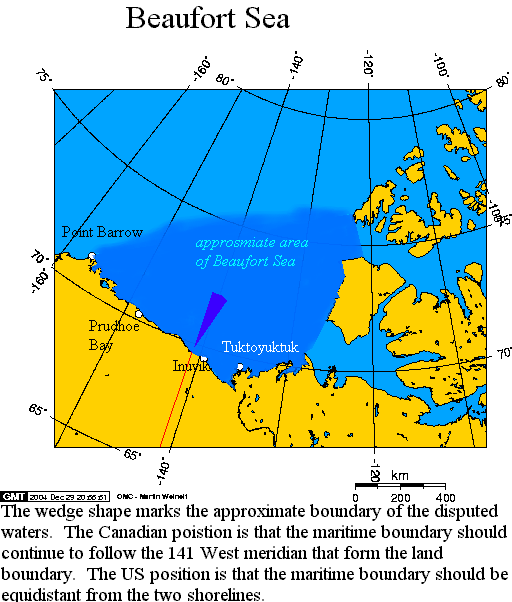
Localização do Mar de Beaufort

O mar de Beaufort faz parte do oceano Ártico e fica situado ao norte dos Territórios do Noroeste e de Yukon (províncias do Canadá) e do Alasca (estado dos EUA), no norte da América do Norte e a oeste do Arquipélago Ártico Canadiano.
Tem cerca de 450 000 km² de área e tem o nome do hidrógrafo irlandês sir Francis Beaufort.